# Pyruvate déshydrogénase (quinone)
 (octobre 2023).
Si vous disposez d'ouvrages ou d'articles de référence ou si vous connaissez des sites web de qualité traitant du thème abordé ici, merci de compléter l'article en donnant les références utiles à sa vérifiabilité et en les liant à la section « Notes et références ».
La Pyruvate  déshydrogénas (quinone) (EC 1.2.5.1 est une enzyme qui catalyse la réaction :
pyruvate + ubiquinone + H2O {\displaystyle \rightleftharpoons } acétate + CO2 + ubiquinol
C'est une enzyme bactérienne localisée sur la surface intérieure de la membrane cytoplasmique.